# Teresa Dymidowiczowa
Teresa Dymidowiczowa z domu Wrońska  pseudonim Drogosława (ur. 1817 w Starym Wisniczu -zm. 16 kwietnia 1865 w Krakowie) – pisarka, działaczka konspiracyjna 1864.
Ukończyła pensję w Krakowie, poślubiła sędziego Izydora Dymidowicza wiceprezesem Trybunału Apelacyjnego Wolnego Miasta Krakowa. Aresztowana i więziona za działalność konspiracyjną  w 1864 roku, co pośrednio przyczyniło się do jej zgonu w 1865. Spoczywa wraz z mężem na cmentarzu Rakowickim w Krakowie (kwatera 11).

## Wybrane dzieła
- Słowo do ludzi dobrej woli – Paryż 1860, Lipsk 1862
- Czytania wieczorne – Warszawa 1863
- Wspomnienia z lat dziecinnych zebrane dla mojej córki przez Matka Drogosławę - 1854
- Listy moralne, poświęcone młodszemu pokoleniu Polek[3] – Warszawa 1863

## Tłumaczenia
- Duchownictwo w najtreściwszym znaczeniu swoim to jest Wykład treściwy nauki o duchach i ich objawianiu / przez Allana Kardeca[4] 1862
- Co to jest duchownictwo?: przewodnik dla nieświadomych w dziedzinie objawów duchowych, zawierający... / przez Allana Kardeca[5] 1863